# Callochiton longispinosus
Callochiton longispinosus is een keverslakkensoort uit de familie van de Callochitonidae. De wetenschappelijke naam van de soort is voor het eerst geldig gepubliceerd in 1952 door Leloup.